# Кастеллани, Фортунато Пио
 Фортунато Пио Кастеллани  (итал. Fortunato Pio Castellani, 6 мая 1794, Рим — 1 января 1865, Рим) — итальянский ювелир, антиквар и коллекционер произведений искусства, основатель семьи потомственных ювелиров и антикваров, действовавших в Риме более века, с 1814 по 1930 год.

## Биография
Фортунато Пио, сын Паскуале ди Симоне и Марианны (или Анны Марии) Сантуччи, родился в Риме 6 мая 1794 года. Согласно семейной традиции, он в раннем возрасте поступил на службу в наполеоновскую армию. В 1814 году открыл ремесленную мастерскую в Риме, в Палаццо Раджи (Palazzo Raggi), на Виа дель Корсо в Риме. В 1815 году получил звание «мастера» и 26 ноября того же года женился на Каролине Баккани, от которой у него было восемь детей: трое мальчиков, продолживших дело отца, и пять девочек. В 1823 году он был назначен лейтенантом гражданской гвардии в Риме, в 1848 году стал депутатом городского совета.
Фортунато интересовался старинными приёмами обработки драгоценных материалов. В 1824 году он разработал рецептуру, с помощью которой ему удалось получить светлое, так называемое «жёлтое золото» (он назвал его «giallone»), из которого древние этруски делали украшения. Древнюю культуру Италии мастер изучал в сотрудничестве с химиком Доменико Морикини из Римского университета и аббатом Феличиано Скарпеллини, директором Капитолийской обсерватории.
Отчёт об этих исследованиях, представленный 10 августа 1826 года в Академию деи Линчеи (Accademia dei Lincei — «Академия рысьеглазых»), членами которой состояли Фортунато и Скарпеллини, вызвал значительный интерес. Отчёт был опубликован в «Аркадском журнале» за октябрь 1826 года.
Дружба Кастеллани с Микеланджело Каэтани, герцогом Сермонета, также восходит к 1826 году. Герцог увлекался резьбой по твёрдому камню, имитирующей античные геммы, похожие на те, которые были обнаружены в этрусских некрополях и при раскопках Помпеи и Геркуланума. Следуя совету герцога Каэтани, Фортунато начал воспроизводить некоторые древние ювелирные изделия, пытаясь имитировать старинные технологии зерни и филиграни. Фортунато также нашёл крестьянских ремесленников в Сант-Анджело-ин-Вадо (Пезаро-Урбино), которые продолжали использовать старые приёмы обработки полудрагоценных камней. Около 1840 года он основал в Риме школу-мастерскую для обучения молодых ювелиров древним техникам. Эта инициатива упоминается в надписи, помещённой в 1875 году в ризнице церкви римских ювелиров Сант-Элиджо-дельи-Орефичи (Св. Элигия дельи Орефичи), под бюстом самого Фортунато Пио.
Друг маркиза Джан Пьетро Кампана, он пытался воспрепятствовать распродаже и вывозу коллекции маркиза из Италии и для этой цели вместе со своим сыном Аугусто создал акционерное общество с целью покупки коллекции. После провала этой попытки он решил создать собственную коллекцию произведений старинного искусства.
Кастеллани был религиозным человеком, хотя и с либеральными взглядами (он состоял членом терциариев Ордена Мадонны Милостивой у Порта Анжелика (terziario dell’Ordine della Madonna delle Grazie a Porta Angelica)

## Потомки
Из троих сыновей Фортунато Пио двое — Алессандро и Аугусто (1829—1914), известные активной политической деятельностью, — сотрудничали с отцом и продолжали его работу в качестве ювелиров и собирателей антиквариата. Третий сын, Гульельмо, посвятил себя искусству керамики. Альфредо и Торквато, сыновья Аугусто и Алессандро соответственно, были первый ювелиром, второй — керамистом.
Аугусто Кастеллани в период Объединения Италии принимал активное участие в создании новой столицы, он внёс свой вклад в основание Муниципальной археологической комиссии и Музея художественных ремёсел Рима, основанного в 1872 году братьями Кастеллани и принцем Бальдассарре Одельскальки, по образцу художественно-промышленных музеев Парижа, Лондона и Вены. В 1873 году он был назначен почётным директором Капитолийских музеев. Аугусто Кастеллани собрал большую коллекцию этрусских и греческих драгоценностей и ваз V и IV веков. Эту коллекцию вместе с богатым собранием ювелирных изделий, произведенных в его мастерской, Кастеллани перед своей кончиной подарил музею Виллы Джулия в Риме.
В «Новом крыле» Капитолийских музеев имеется Зал Кастеллани. В трёх комнатах выставлены предметы из пожертвований Аугусто Кастеллани 1867 года («коллекция тирренских ваз») и 1876 года (большая коллекция древних предметов). В целом коллекция включает около 700 находок, происходящих из Этрурии, Лациума и Великой Греции (Южной Италии), от VIII до IV века до нашей эры. Значительную часть составляют находки из этрусских некрополей Вейи, Черветери, Тарквинии и Вульчи, а также местностей Лацио, таких как Палестрина, некоторые центры Сабины и Агро Фалиско (Чивита Кастеллана). Алессандро Кастеллани передал Аугусто много материалов, собранных в Кампании и Южной Италии.
Аугусто Кастеллани умер в Риме 23 января 1914 года, в своем Палаццо на Пьяцца ди Треви, и был похоронен в семейной гробнице: круглой капелле в классическом стиле с «этрусскими» антефиксами, которую он заранее построил в Верано, на Севере Италии, в 1865 году. Согласно его замыслу, все его коллеги — ювелиры, мозаичисты, мастера резьбы по камню — должны быть похоронены в одной капелле.